# Теряя тень
Теря́я тень — третий студийный альбом российской альтернативной группы «Танцы Минус», который вышел 10 декабря 2001 года.

## Об альбоме
Осенью 2001 г. В. Петкун объявляет о роспуске группы. Но уже 10 декабря состоялась презентация альбома и группа продолжила существовать.

## Список композиций
| №                   | Название                     | Текст песни         | Музыка              | Длительность |
| ------------------- | ---------------------------- | ------------------- | ------------------- | ------------ |
| 1.                  | «Из Ленинграда»              | Вячеслав Петкун     | В. Петкун           | 4:10         |
| 2.                  | «Не меняй меня»              | В. Петкун           | В. Петкун           | 3:35         |
| 3.                  | «Кто кого»                   | В. Петкун           | В. Петкун           | 3:20         |
| 4.                  | «Окно»                       | В. Петкун           | В. Петкун           | 4:21         |
| 5.                  | «Камни»                      | В. Петкун           | В. Петкун           | 3:30         |
| 6.                  | «Не современно» (Кино cover) | В. Цой              | В. Цой              | 4:20         |
| 7.                  | «Ты далеко»                  | В. Петкун           | В. Петкун           | 4:04         |
| 8.                  | «Зима (Снежинки)»            | В. Петкун           | В. Петкун           | 4:36         |
| 9.                  | «Диктофоны»                  | В. Петкун           | В. Петкун           | 4:46         |
| 10.                 | «Половинка»                  | В. Петкун           | В. Петкун           | 2:54         |
| 11.                 | «Игрушки»                    | В. Петкун           | В. Петкун           | 4:41         |
| Общая длительность: | Общая длительность:          | Общая длительность: | Общая длительность: | 44:16        |

## Участники записи
- Вячеслав Петкун — вокал
- Игорь Щербаков — гитара
- Александр Мишин — акустическая гитара
- Михаил Хаит — бас-гитара
- Олег Занин — ударные
- Филлип Писарев — клавишные